# Ирони Бейт-Даган
«Ирони Бейт-Даган» — израильский футбольный клуб из города Бейт-Даган. Выступает во второй южной лиге Бет.

## История
Клуб был основан в 1999 году и стал преемником предыдущего клуба «Бейтар Бейт Даган», который был основан в 1954 году и на пике своего развития достиг Лиги Бет, тогда третьего уровня системы израильских футбольных лиг в сезоне 1968/1969.
Оба клуба большую часть футбольных сезонов проводили в Лиге Гимель, которая сейчас является пятым по силе дивизионом израильского футбола.
В сезоне 2013–14 клуб выиграл Кубок Израиля в дивизионе Лига Гимель после победы над «Бейтар Эзра» со счетом 7–1.
В сезоне 2014–15 клуб занял первое место в дивизионе Лига Гимель, сравнявшись по очкам с «Хапоэлем Неве-Голан», с которым они встретились в решающем плей-офф за повышение. Бейт Даган выиграл со счетом 3–2 и был переведен в Лигу Бет.

## Достижения
Лига Бет:

 Сезон: 1965/1966
Лига Гимель:

 Сезоны: 1981/1982, 2014/2015

## Интересные факты
Почти весь клуб укомплектован представителями местных пожарных частей, оттуда у команды прозвище «Пожарные».
В клубе завершал карьеру российский футболист Мурад Магомедов.